# Täter-Opfer-Ausgleich (Album)
Täter-Opfer-Ausgleich ist das zweite Soloalbum des deutschen Rappers JAW. Es erschien am 21. Mai 2010 über das Label Flavamatic Recordz und wird über Rough Trade Distribution GmbH vertrieben.

## Hintergrund
JAW veröffentlichte sein Debütalbum Schock fürs Leben im August 2006. Drei Jahre später nahm er eine EP mit dem Rapper Hollywood Hank sowie das Album Lache und die Welt weint mit dir mit seiner Gruppe PCP auf, bevor er mit der Arbeit an seinem zweiten Soloalbum begann. Mitte Februar 2010 wurde die Veröffentlichung von Täter-Opfer-Ausgleich mit einem Teaser für Mai 2010 angekündigt. Die komplette Produktion des Albums vollzog sich innerhalb eines Jahres.

## Konzept

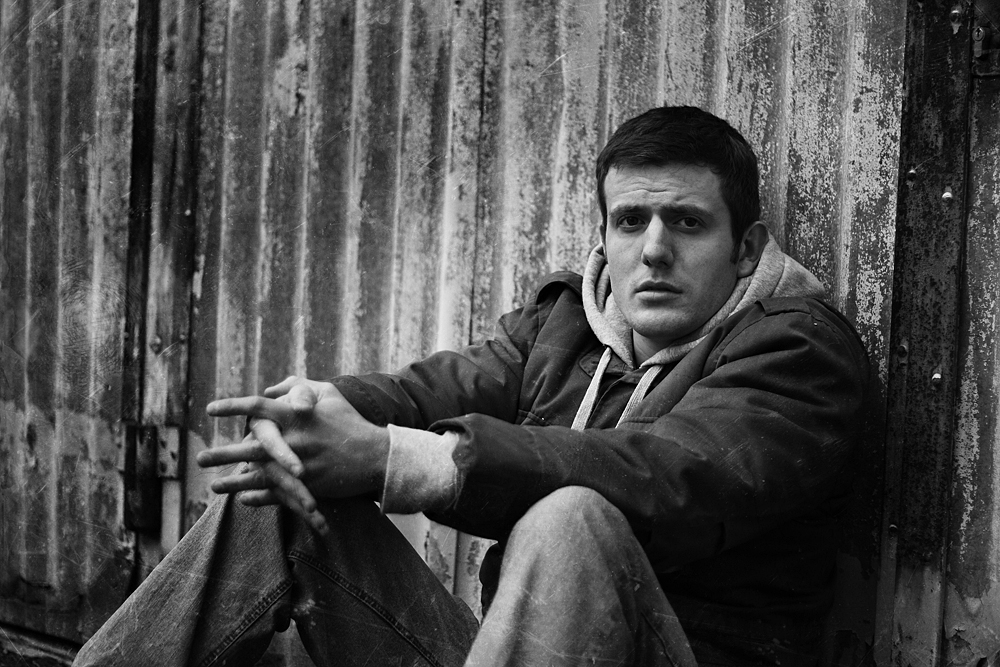
JAW (2010)

Mit dem Titel Täter-Opfer-Ausgleich soll das Motiv der Rache aufgegriffen werden. JAW führt verschiedene psychische Konflikte und Leidensprozesse, die er erlebt hat, auf das Verhalten von Personen seines Umfeldes zurück. Das Album solle ein „Gerechtigkeitsschlag“ sein und inhaltlich Rache an speziellen Personen und der Menschheit im Allgemeinen nehmen.

„Die Welt hat mir nicht gezielt was getan, aber Menschen sind von ihrer gedanklichen Konstellation und von ihrem prinzipiellen Verständnis her so naiv und so blöd, dass sie anderen auf die Füße treten, ohne es zu merken. Dinge, die sie nicht verstehen, stempeln sie dann als lachhaft oder unnormal und ekelhaft ab und wollen damit nichts zu tun haben. Dieses Verhalten führt natürlich wiederum zu einer inneren Isolation und dem Gefühl, minderwertig und aus diesem instinktiven Gruppendenken ausgeschlossen zu sein. Das wiederum bedeutet Schmerz, den andere verursacht haben, und mit dem man selbst leben muss.“

## Titelliste
| #  | Titel                     | Gastmusiker                  | Produzent   | Länge |
| -- | ------------------------- | ---------------------------- | ----------- | ----- |
| 1  | Vorgespräch               |                              | JAW         | 4:00  |
| 2  | Meine Fans                |                              | Cheebabeatz | 4:36  |
| 3  | TOA I                     |                              | JAW         | 4:00  |
| 4  | Vermächtnis (Skit)        |                              | JAW         | 1:00  |
| 5  | Konzeptlos                |                              | Peet        | 3:16  |
| 6  | Jenseits von gut und böse | Morlockk Dilemma und Me$$age | Peet        | 3:51  |
| 7  | Dokta Jotta               |                              | Peet        | 3:22  |
| 8  | Ausreden                  |                              | JAW         | 4:22  |
| 9  | Kein Star                 |                              | Nowak       | 3:11  |
| 10 | Das dreckige Leben        |                              | Nowak       | 4:45  |
| 11 | Optimist                  |                              | Nowak       | 3:29  |
| 12 | Cymbalta                  |                              | Blazin Hand | 3:08  |
| 13 | Elena                     |                              | JAW         | 3:54  |
| 14 | Lass dich gehen           | Mach One                     | JAW         | 3:09  |
| 15 | TOA II                    |                              | JAW         | 5:26  |
| 16 | Requiem (Skit)            |                              | JAW         | 1:11  |
| 17 | Geheilt                   |                              | Nowak       | 3:06  |
| 18 | Zeit                      | Absztrakkt                   | JAW         | 4:07  |

## Texte
Im Anschluss an das Intro Vorgespräch, folgt der Titel Meine Fans, in welchem JAW seine Zuhörer charakterisiert. Er schildert den Großteil seiner Fans als intelligent („Meine Fans sind kleine Genies, um die großen Muster erkennen zu können, reicht ein Indiz“), suizidgefährdet, unangepasst und kontaktschwach („Viele von ihnen kommen mit normalen Menschen nicht klar, sie fühlen sich alleine und leiden unendliche Qualen.“). Darüber hinaus zeichnen sich viele durch Drogenkonsum („Sie nehmen Drogen um Kommilitonen zu tolerieren, sie nehmen Drogen gegen den Weltschmerz und kollabieren.“) und Affinität für schwarzen Humor aus. In einem Interview gab JAW, angesprochen auf das Lied Meine Fans, an, dass es eine Weisse Scheisse-Bewegung gebe, deren Anhänger keine einheitliche Gruppe darstellen, sondern aus identitätssuchenden und aggressiven jungen Menschen bestehe.

## Produktion
Den Großteil der Beats wurde von JAW selbst produziert. So stammen die Beats der Titel Vorgespräch, TOA I, Vermächtnis (Skit), Ausreden, Elena, Lass dich gehen, TOA II, Requiem (Skit) und Zeit von ihm. Cheebabeatz zeigte sich für die Produktion der Videosingle Meine Fans verantwortlich. Des Weiteren steuerte der Produzent Peet drei Beats zu. Diese sind den Songs Konzeptlos, Jenseits von gut und böse und Dokta Jotta zuzuordnen. Für die musikalische Untermalung von Cymbalta zeichnete sich Blazin Hand zuständig. Zuletzt wählte JAW für die Titel Kein Star, Das dreckige Leben, Optimist und Geheilt Produktionen von Nowak.

## Vermarktung
Zeitgleich mit der Ankündigung der Veröffentlichung von Täter-Opfer-Ausgleich, stellte das Label Weisse Scheisse den Titel Behindertes Kind kostenlos, als sogenannten „Freetrack“, im Internet zur Verfügung. Des Weiteren wurde ein Snippet, in dem die Lieder des Albums angespielt werden, um dem Zuhörer einen Eindruck vom Album zu vermitteln, im Internet zur Verfügung gestellt.
Am 25. Mai wurde ein Video zum Lied Meine Fans veröffentlicht. Dieses wurde auch zur Wahl für die Fernsehsendung MTV Urban des Musiksenders MTV gestellt. Ein weiteres Video entstand zum Titel Elena. Dieses wurde Anfang Juli in Umlauf gesetzt. Im Juni 2011 wurde für die Internetseite 16bars.de Elena in einer Unplugged-Version ein weiteres Mal visuell umgesetzt.

## Kritik
Täter-Opfer-Ausgleich wurde positiv von der Redaktion der Internetseite Rap.de bewertet. JAW bewege sich auf dem Album in „sarkastischer Distanz zu sich selbst“ und Vertretern der deutschen Hip-Hop-Szene. Dabei reflektiert er auch seine eigene Situation und gibt seine kritische Sicht zu verschiedenen Themen wieder. TOA I wird von der Redakteurin Lisa positiv bewertet. Die Schilderungen des Musikers seien detailverliebt und miterlebbar. Sowohl die Beschreibung des Racheszenarios als auch die wechselnden Betonungen zur Verdeutlichung unterschiedlicher emotionaler Zustände, seien bisher von keinem anderen deutschen Rapper in ähnlicher Weise aufgenommen worden. TOA 1 könne mit dem Lied Kim des US-amerikanischen Rappers Eminem verglichen werden. Auch Elena trage Züge des Eminem-Stücks, in welchem dieser den fiktiven Mord an seiner Frau beschreibt. Ein Großteil der anderen Stücke des Albums, etwa TOA 2, erreichen nicht die Qualität von TOA 1. Der Beat zu Konzeptlos wird als minimalistisch und der Vortrag JAWs als gelangweilt beschrieben. Dennoch sei das Lied sehr unterhaltsam. Auch Kein Star könne den Zuhörer amüsieren. Die Gastbeiträge seien solide, wobei Mach One positiv heraussticht. Im Vergleich zu seinem ersten Soloalbum Schock für’s Leben habe sich JAW im Hinblick auf die Inhalte seiner Texte, musikalisch und seinem Rap-Vortrag enorm weiterentwickelt.
Das deutsche Hip-Hop-Magazin Juice bezeichnete das Album als „Manifest der Misanthropie“ und vergab viereinhalb von möglichen sechs „Kronen“. Täter-Opfer-Ausgleich könne als tiefenpsychologische Selbstbetrachtung JAWs betrachtet werden. Der Rapper stehe für „Zynismus und beißenden Humor in einer Welt voller Dummheit“ und zeichne sich, in Bezug auf seinen Vortrag, als „starken Techniker“ aus. Lob findet die Redaktion auch für die Produktionen von Nowak, Peet, Cheeba Beats, Blazin Hands und vor allem JAW selber. Täter-Opfer-Ausgleich sei jedoch keine Veröffentlichung, die die breite Masse anspreche. Zusammengefasst lässt sich das Album, im Vergleich zu seinen vorherigen Tonträgern, als Weiterentwicklung des Musikers sehen.
Auch aus Sicht von Alexander Engelen könne JAW als der deutsche Eminem betrachtet werden. In einer Kritik für Laut.de vergab dieser vier von möglichen fünf Bewertungspunkten an Täter-Opfer-Ausgleich. JAW besitze, wie Eminem, ein gutes Auge für Details menschlicher Abgründe. Auch seine Inhalte, wie die Schilderung von Mord-Fantasien, die Anpassung seiner Stimme an die Thematik sowie die Hooklines, die nahezu nervig seien, bilden Parallelen zu dem US-Amerikaner. Positiv fallen auch die Gastbeiträge, allen voran Absztrakkt, aus. Als Abschluss seiner Rezension schreibt Engelen: „‚Täter-Opfer-Ausgleich‘ muss ein Kraftakt gewesen sein. Nicht nur aufgrund der handwerklichen Arbeit, sondern auch wegen der eher schweren Themen: Angstzustände, Selbstmord, Anti-Depressiva, Rache-Fantasien, geschlossene Anstalt, Selbstzweifel und ein tiefes Unverständnis gegenüber der Realität. JAW hat sie offensichtlich (noch) nicht gefunden, erschafft aber aus seiner prekären Seelen-Situation eine künstlerische Großtat.“